# 제남 왕씨
제남 왕씨(濟南王氏)는 왕봉강(王鳳崗)을 시조로 하는 한국의 성씨이다.

## 연원
제남 왕씨(濟南王氏)는 문중에서 밝히는 연원에 따르면, 시조는 중국 산동성 제남(濟南) 장추현(章丘縣)에서 태어난 왕봉강(王鳳崗)이다.
왕봉강은 명나라 마지막 황제 숭정제 때인 1636년에 청나라 군대의 포로가 되어 선양(瀋陽)으로 압송되었다. 청나라에서 포로 생활을 하던 왕봉강은 선양에 볼모로 잡혀와 있던 봉림대군과 교분을 맺고, 1645년(인조 23년) 봉림대군 일행이 귀환할 때 조선으로 망명하였다. 이때 왕봉강은 왕문상(王文祥), 황공(黃功), 정선갑(鄭先甲), 양복길(楊福吉), 왕미승(王美承), 유계산(柳溪山), 배삼생(裵三生) 등과 함께 망명하였다.
왕봉강(王鳳崗)은 조선 효종에게 이문(以文)이라는 이름을 받아, 왕이문(王以文)이 되었다.

## 인물
- 왕훈(王訓) : 명나라 태학사
- 왕취화(王翠華) : 명나라 병부상서
- 왕집(王楫) : 산시성 순무안찰사도어사
- 왕충추(王忠推) : 좌춘방태학사 겸 이부시랑